# Lekoko
Lekoko är ett departement i Gabon. Det ligger i provinsen Haut-Ogooué, i den sydöstra delen av landet, 500 km sydost om huvudstaden Libreville. Antalet invånare är 4 920.